# Eimeria
Eimeria è un genere dei parassiti Apicomplexa che comprende varie specie responsabili della Eimeriosi, una malattia che interessa gli animali domestici. Gli ospiti di tali protozoi sono erbivori, uccelli, conigli, suini, ma anche altri animali come polli, anatre, equini e ovini. Contro questo parassita sono disponibili alcuni farmaci, però la farmacoresistenza è comune, come pure residui di farmaci nella carne dei polli dopo la macellazione. Dei vaccini sono stati sviluppati, purtroppo però sono specie specifici, quindi non hanno azione su tutte quante le specie esistenti di Eimeria. La migliore pratica è di vaccinare i pulcini appena dopo la schiusa delle uova così che siano immunizzati a vita.
I sintomi dell'infezione da Eimeria comprendono diarrea ematica dovuta alla necrosi dell'epitelio intestinale.

## Terapia
Il clazuril è uno dei principi attivi normalmente usati.